# Фірстов Сергій Олексійович
Фірстов Сергій Олексійович (1 грудня 1940, Київ) — український фізик за спеціальністю: матеріалознавство, фізика міцності. Заступник директора Інституту проблем матеріалознавства ім. І. М. Францевича НАН України. Академік НАН України з 6 травня 2006.

## Життєпис
Сергій Фірстов народився в Києві 1 грудня 1940 року.
Навчався в Київському політехнічному інституті.
Після закінчення навчання в 1962 р. почав працювати у термофізичному відділі Інституту металофізики АН УРСР. Під керівництвом Віктора Трефілова займався фізикою міцності та пластичності, а також структурним аналізом. Після стажування у Московському Центральному науково-дослідному інституті чорних металів повернувся до Києва у листопаді 1962 р. і, працюючи разом із Ю.М. Петровим, отримав перші фольги хрому.
У 1967 р. С. О. Фірстов успішно захистив кандидатську дисертацію. Окремі розділи його робіт було відзначено премією Ради Міністрів СРСР (1981), премією ім. Є. О. Патона (1986).
В 1981 р. В. І. Трефілов передає термофізичний відділ Інституту металофізики АН УРСР під керівництво С. О. Фірстова. При відділі створюється одна з перших в Академії Централізована лабораторія електроннозондового аналізу.
Роботи С. О. Фірстова в галузі спечених матеріалів здобули міжнародне визнання — в 2002 р. його було обрано дійсним членом Міжнародного інституту спікання в Белграді.
Сергій Олексійович приділяє багато часу підготовці наукових спеціалістів. З 1982 р. він викладає на кафедрі металофізики і матеріалознавства Наукового фізико-технологічного центру НАН України та МОН України, з 1998 р. — професор кафедри прикладної фізики Фізикотехнічного інституту при НТУУ «КПІ». Значна частина співробітників Інституту проблем матеріалознавства та інших академічних установ — це його колишні студенти. Він підготував 5 докторів і 22 кандидатів наук.

## Нагороди
- Премія Ради Міністрів СРСР (1981)
- Премія НАН України імені В. І. Трефілова (2003)
- Лауреат Державної премії України в галузі науки і техніки (2005)